# 鈴木幸作

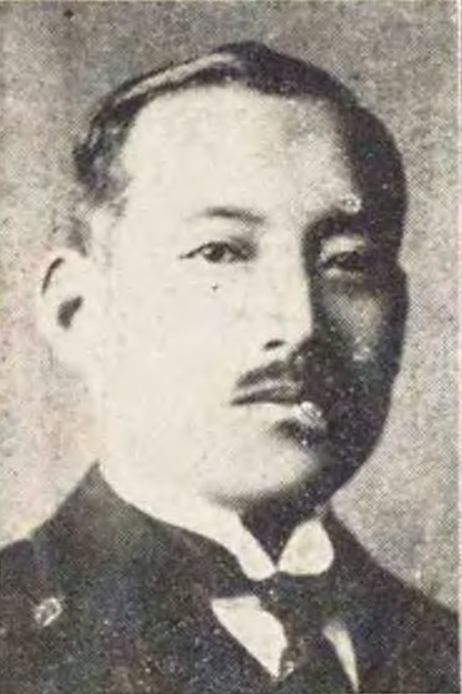
鈴木幸作

鈴木 幸作（すずき こうさく、1873年〈明治6年〉4月11日 - 1945年〈昭和20年〉11月21日）は、明治から昭和前期の実業家、政治家。貴族院多額納税者議員。

## 経歴
浜松県敷知郡浜松成子町（静岡県敷知郡浜松町、浜名郡浜松町を経て現浜松市中央区成子町）で、味噌醤油醸造業、浜納豆製造業・鈴木五郎作（旧名・幸作）、こと夫妻の長男として生まれる。県立静岡中学校（現静岡県立静岡高等学校）を卒業。1923年（大正12年）家督を相続した。
家業の他、浜名石材社長、西遠印刷社長、浜松養魚社長、浜名委託社長、浜松鉄道取締役、遠州銀行（現静岡銀行）監査役、浜松貯蓄銀行監査役、浜松商工会議所会頭などを務めた。
政界では、浜松市会議員、同議長を務めた。1932年（昭和7年）に静岡県多額納税者として貴族院議員に互選され、同年9月29日から死去するまで2期在任した。在任中は研究会に所属した。